# Dagsbrun
Dagsbrun eller Dagsbrún er et islandsk aktieselskab der bl.a. udgiver aviser og magasiner samt producerer tv på Island, hvor selskabet er børsnoteret.
På Island udgiver de bl.a. gratisavisen Fréttablaðið
Største aktionær i Dagsbrun er investeringskoncernen Baugur Group der har over en fjerdedel af aktierne. I Danmark er Baugur mest kendt for at have overtaget stormagasinerne Magasin og Illum.
Omsætningen i Dagsbrun blev i 2005 ca. 1,5 mia. danske kr., med et overskud før skat på næsten 70 mio. kr. 
Adm. direktør for Dagsbrun er Gunnar Smári Egilsson. Han er også formand for 365 Media Scandinavia A/S der er et dansk selskab ejet af Dagsbrun, de er kendt for at stå bag den danske gratisavis Nyhedsavisen